# Ooencyrtus vagus
Ooencyrtus vagus är en stekelart som beskrevs av Mercet 1921. Ooencyrtus vagus ingår i släktet Ooencyrtus och familjen sköldlussteklar.
Artens utbredningsområde är Spanien. Inga underarter finns listade i Catalogue of Life.